# 5183 Робін
5183 Робін (5183 Robyn) — астероїд головного поясу, відкритий 22 липня 1990 року.
Тіссеранів параметр щодо Юпітера — 3,376.